# Seznam medailistů na mistrovství světa v krasobruslení žen
Toto je seznam medailistů na mistrovství světa v krasobruslení žen, řazený chronologicky. Mistrovství světa v krasobruslení jsou pořádána už od roku 1896, avšak až od roku 1906 byla otevřena také ženám. Konají se každoročně, se dvěma delšími přestávkami v době světových válek a s jedním přerušením v roce 1961, kdy bylo mistrovství zrušeno v reakci na leteckou nehodu.

## Medailistky
| Rok       | Místo                                  | Zlato                                  | Stříbro                                | Bronz                                  |                                        |
| --------- | -------------------------------------- | -------------------------------------- | -------------------------------------- | -------------------------------------- | -------------------------------------- |
| MS 1906   | Davos                                  | Madge Syersová                         | Jenny Herz                             | Lily Kronbergerová                     |                                        |
| MS 1907   | Vídeň                                  | Madge Syersová                         | Jenny Herz                             | Lily Kronbergerová                     |                                        |
| MS 1908   | Troppau                                | Lily Kronbergerová                     | Elsa Rendschmidt                       | nebyla udělena                         |                                        |
| MS 1909   | Budapešť                               | Lily Kronbergerová                     | nebyla udělena                         | nebyla udělena                         |                                        |
| MS 1910   | Davos                                  | Lily Kronbergerová                     | Elsa Rendschmidt                       | nebyla udělena                         |                                        |
| MS 1911   | Vídeň                                  | Lily Kronbergerová                     | Opika von Méray Horváth                | Ludowika Jakobsson-Eilers              |                                        |
| MS 1912   | Davos                                  | Opika von Méray Horváth                | Dorothy Greenhough-Smith               | Phyllis Johnson                        |                                        |
| MS 1913   | Stockholm                              | Opika von Méray Horváth                | Phyllis Johnson                        | Svea Norén                             |                                        |
| MS 1914   | Svatý Mořic                            | Opika von Méray Horváth                | Angela Hanka                           | Phyllis Johnson                        |                                        |
| 1915–1921 | Neuskutečnilo se – První světová válka | Neuskutečnilo se – První světová válka | Neuskutečnilo se – První světová válka | Neuskutečnilo se – První světová válka |                                        |
| MS 1922   | Davos                                  | Herma Szaboová                         | Svea Norén                             | Margot Moe                             |                                        |
| MS 1923   | Vídeň                                  | Herma Szaboová                         | Gisela Reichmann                       | Svea Norén                             |                                        |
| MS 1924   | Oslo                                   | Herma Szaboová                         | Ellen Brockhöft                        | Beatrix Loughran                       |                                        |
| MS 1925   | Davos                                  | Herma Szaboová                         | Ellen Brockhöft                        | Elisabeth Böckel                       |                                        |
| MS 1926   | Stockholm                              | Herma Szaboová                         | Sonja Henie                            | Kathleen Shaw                          |                                        |
| MS 1927   | Oslo                                   | Sonja Henie                            | Herma Szaboová                         | Karen Simensen                         |                                        |
| MS 1928   | Londýn                                 | Sonja Henie                            | Maribel Vinson                         | Fritzi Burger                          |                                        |
| MS 1929   | Budapešť                               | Sonja Henie                            | Fritzi Burger                          | Melitta Brunner                        |                                        |
| MS 1930   | New York                               | Sonja Henie                            | Cecil Smith                            | Maribel Vinson                         |                                        |
| MS 1931   | Berlín                                 | Sonja Henie                            | Hilde Holovsky                         | Fritzi Burger                          |                                        |
| MS 1932   | Montréal                               | Sonja Henie                            | Fritzi Burger                          | Constance Wilson-Samuel                |                                        |
| MS 1933   | Stockholm                              | Sonja Henie                            | Vivi-Anne Hultén                       | Hilde Holovsky                         |                                        |
| MS 1934   | Oslo                                   | Sonja Henie                            | Megan Taylor                           | Liselotte Landbecková                  |                                        |
| MS 1935   | Vídeň                                  | Sonja Henie                            | Cecilia Colledge                       | Vivi-Anne Hultén                       |                                        |
| MS 1936   | Paříž                                  | Sonja Henie                            | Megan Taylor                           | Vivi-Anne Hultén                       |                                        |
| MS 1937   | Londýn                                 | Cecilia Colledge                       | Megan Taylor                           | Vivi-Anne Hultén                       |                                        |
| MS 1938   | Stockholm                              | Megan Taylor                           | Cecilia Colledge                       | Hedy Stenuf                            |                                        |
| MS 1939   | Praha                                  | Megan Taylor                           | Hedy Stenuf                            | Daphne Walker                          |                                        |
| 1940–1946 | Neuskutečnilo se – Druhá světová válka | Neuskutečnilo se – Druhá světová válka | Neuskutečnilo se – Druhá světová válka | Neuskutečnilo se – Druhá světová válka |                                        |
| MS 1947   | Stockholm                              | Barbara Ann Scottová                   | Daphne Walker                          | Gretchen Merrill                       |                                        |
| MS 1948   | Davos                                  | Barbara Ann Scottová                   | Eva Pawlik                             | Jiřina Nekolová                        |                                        |
| MS 1949   | Paříž                                  | Ája Vrzáňová                           | Yvonne Sherman                         | Jeannette Altweggová                   |                                        |
| MS 1950   | Londýn                                 | Ája Vrzáňová                           | Jeannette Altweggová                   | Yvonne Sherman                         |                                        |
| MS 1951   | Milan                                  | Jeannette Altweggová                   | Jacqueline du Bief                     | Sonya Klopfer                          |                                        |
| MS 1952   | Paříž                                  | Jacqueline du Bief                     | Sonya Klopfer                          | Virginia Baxter                        |                                        |
| MS 1953   | Davos                                  | Tenley Albrightová                     | Gundi Busch                            | Valda Osborn                           |                                        |
| MS 1954   | Oslo                                   | Gundi Busch                            | Tenley Albrightová                     | Erica Batchelor                        |                                        |
| MS 1955   | Vídeň                                  | Tenley Albrightová                     | Carol Heissová                         | Hanna Eigel                            |                                        |
| MS 1956   | GaPa                                   | Carol Heissová                         | Tenley Albrightová                     | Ingrid Wendl                           |                                        |
| MS 1957   | Colorado Springs                       | Carol Heissová                         | Hanna Eigel                            | Ingrid Wendl                           |                                        |
| MS 1958   | Paříž                                  | Carol Heissová                         | Ingrid Wendl                           | Hanna Walter                           |                                        |
| MS 1959   | Colorado Springs                       | Carol Heissová                         | Hanna Walter                           | Sjoukje Dijkstrová                     |                                        |
| MS 1960   | Vancouver                              | Carol Heissová                         | Sjoukje Dijkstrová                     | Barbara Ann Roles                      |                                        |
| 1961      | Zrušeno po nehodě letu Sabena 548      | Zrušeno po nehodě letu Sabena 548      | Zrušeno po nehodě letu Sabena 548      | Zrušeno po nehodě letu Sabena 548      |                                        |
| MS 1962   | Praha                                  | Sjoukje Dijkstrová                     | Wendy Griner                           | Regine Heitzer                         |                                        |
| MS 1963   | Cortina d'Ampezzo                      | Sjoukje Dijkstrová                     | Regine Heitzer                         | Nicole Hassler                         |                                        |
| MS 1964   | Dortmund                               | Sjoukje Dijkstrová                     | Regine Heitzer                         | Petra Burka                            |                                        |
| MS 1965   | Colorado Springs                       | Petra Burkaová                         | Regine Heitzer                         | Peggy Flemingová                       |                                        |
| MS 1966   | Davos                                  | Peggy Flemingová                       | Gabriele Seyfertová                    | Petra Burka                            |                                        |
| MS 1967   | Vídeň                                  | Peggy Flemingová                       | Gabriele Seyfertová                    | Hana Mašková                           |                                        |
| MS 1968   | Ženeva                                 | Peggy Flemingová                       | Gabriele Seyfertová                    | Hana Mašková                           |                                        |
| MS 1969   | Colorado Springs                       | Gabriele Seyfertová                    | Beatrix Schubová                       | Zsuzsa Almássy                         |                                        |
| MS 1970   | Lublaň                                 | Gabriele Seyfertová                    | Beatrix Schubová                       | Julie Lynn Holmes                      |                                        |
| MS 1971   | Lyon                                   | Beatrix Schubová                       | Julie Lynn Holmes                      | Karen Magnussen                        |                                        |
| MS 1972   | Calgary                                | Beatrix Schubová                       | Karen Magnussen                        | Janet Lynn                             |                                        |
| MS 1973   | Bratislava                             | Karen Magnussen                        | Janet Lynn                             | Christine Errath                       |                                        |
| MS 1974   | Mnichov                                | Christine Errath                       | Dorothy Hamillová                      | Dianne de Leeuw                        |                                        |
| MS 1975   | Colorado Springs                       | Dianne de Leeuw                        | Dorothy Hamillová                      | Christine Errath                       |                                        |
| MS 1976   | Göteborg                               | Dorothy Hamillová                      | Christine Errath                       | Dianne de Leeuw                        |                                        |
| MS 1977   | Tokio                                  | Linda Fratianne                        | Anett Pötzschová                       | Dagmar Lurz                            |                                        |
| MS 1978   | Ottawa                                 | Anett Pötzschová                       | Linda Fratianne                        | Susanna Driano                         |                                        |
| MS 1979   | Vídeň                                  | Linda Fratianne                        | Anett Pötzschová                       | Emi Watanabe                           |                                        |
| MS 1980   | Dortmund                               | Anett Pötzschová                       | Dagmar Lurz                            | Linda Fratianne                        |                                        |
| MS 1981   | Hartford                               | Denise Biellmannová                    | Elaine Zayak                           | Claudia Kristofics-Binder              |                                        |
| MS 1982   | Kodaň                                  | Elaine Zayak                           | Katarina Wittová                       | Claudia Kristofics-Binder              |                                        |
| MS 1983   | Helsinky                               | Rosalynn Sumners                       | Claudia Leistner                       | Jelena Vodorezovová                    |                                        |
| MS 1984   | Ottawa                                 | Katarina Wittová                       | Anna Kondrashova                       | Elaine Zayak                           |                                        |
| MS 1985   | Tokio                                  | Katarina Wittová                       | Kira Ivanova                           | Tiffany Chin                           |                                        |
| MS 1986   | Ženeva                                 | Debi Thomas                            | Katarina Wittová                       | Tiffany Chin                           |                                        |
| MS 1987   | Cincinnati                             | Katarina Wittová                       | Debi Thomas                            | Caryn Kadavy                           |                                        |
| MS 1988   | Budapešť                               | Katarina Wittová                       | Elizabeth Manley                       | Debi Thomas                            |                                        |
| MS 1989   | Paříž                                  | Midori Ito                             | Claudia Leistner                       | Jill Trenary                           |                                        |
| MS 1990   | Halifax                                | Jill Trenary                           | Midori Ito                             | Holly Cook                             |                                        |
| MS 1991   | Mnichov                                | Kristi Yamaguchiová                    | Tonya Hardingová                       | Nancy Kerriganová                      |                                        |
| MS 1992   | Oakland                                | Kristi Yamaguchiová                    | Nancy Kerriganová                      | Čchen Lu                               |                                        |
| MS 1993   | Praha                                  | Oksana Bajulová                        | Surya Bonalyová                        | Čchen Lu                               |                                        |
| MS 1994   | Čiba                                   | Yuka Sato                              | Surya Bonalyová                        | Tanja Szewczenko                       |                                        |
| MS 1995   | Birmingham                             | Čchen Lu                               | Surya Bonalyová                        | Nicole Bobek                           |                                        |
| MS 1996   | Edmonton                               | Michelle Kwanová                       | Čchen Lu                               | Irina Slucká                           |                                        |
| MS 1997   | Lausanne                               | Tara Lipinská                          | Michelle Kwanová                       | Vanessa Gusmeroli                      |                                        |
| MS 1998   | Minneapolis                            | Michelle Kwanová                       | Irina Slucká                           | Maria Butyrská                         |                                        |
| MS 1999   | Helsinky                               | Maria Butyrská                         | Michelle Kwanová                       | Julija Soldatovová                     |                                        |
| MS 2000   | Nice                                   | Michelle Kwanová                       | Irina Slucká                           | Maria Butyrská                         |                                        |
| MS 2001   | Vancouver                              | Michelle Kwanová                       | Irina Slucká                           | Sarah Hughesová                        |                                        |
| MS 2002   | Nagano                                 | Irina Slucká                           | Michelle Kwanová                       | Fumie Suguri                           |                                        |
| MS 2003   | Washington                             | Michelle Kwanová                       | Jelena Sokolovová                      | Fumie Suguri                           |                                        |
| MS 2004   | Dortmund                               | Šizuka Arakawová                       | Sasha Cohenová                         | Michelle Kwanová                       |                                        |
| MS 2005   | Moskva                                 | Irina Slucká                           | Sasha Cohenová                         | Carolina Kostnerová                    |                                        |
| MS 2006   | Calgary                                | Kimmie Meissnerová                     | Fumie Suguri                           | Sasha Cohenová                         |                                        |
| MS 2007   | Tokio                                  | Miki Andová                            | Mao Asadaová                           | Kim Ju-na                              |                                        |
| MS 2008   | Göteborg                               | Mao Asadaová                           | Carolina Kostnerová                    | Kim Ju-na                              |                                        |
| MS 2009   | Los Angeles                            | Kim Ju-na                              | Joannie Rochetteová                    | Miki Andová                            |                                        |
| MS 2010   | Turín                                  | Mao Asadaová                           | Kim Ju-na                              | Laura Lepistö                          |                                        |
| MS 2011   | Moskva                                 | Miki Andová                            | Kim Ju-na                              | Carolina Kostnerová                    |                                        |
| MS 2012   | Nice                                   | Carolina Kostnerová                    | Aljona Leonovová                       | Akiko Suzuki                           |                                        |
| MS 2013   | London                                 | Kim Ju-na                              | Carolina Kostnerová                    | Mao Asadaová                           |                                        |
| MS 2014   | Saitama                                | Mao Asadaová                           | Julia Lipnická                         | Carolina Kostnerová                    |                                        |
| MS 2015   | Šanghaj                                | Jelizaveta Tuktamyševová               | Satoko Mijaharaová                     | Jelena Radionovová                     |                                        |
| MS 2016   | Boston                                 | Jevgenija Medveděvová                  | Ashley Wagner                          | Anna Pogorilaja                        |                                        |
| MS 2017   | Helsinky                               | Jevgenija Medveděvová                  | Kaetlyn Osmond                         | Gabrielle Daleman                      |                                        |
| MS 2018   | Milán                                  | Kaetlyn Osmondová                      | Wakaba Higuchiová                      | Satoko Mijaharaová                     |                                        |
| MS 2019   | Saitama                                | Alina Zagitovová                       | Elizabet Tursynbajevová                | Jevgenija Medveděvová                  |                                        |
| MS 2020   | Montréal                               | Zrušeno v důsledku pandemie covidu-19. | Zrušeno v důsledku pandemie covidu-19. | Zrušeno v důsledku pandemie covidu-19. | Zrušeno v důsledku pandemie covidu-19. |
| MS 2021   | Stockholm                              | Anna Ščerbakovová                      | Jelizaveta Tuktamyševová               | Alexandra Trusovová                    |                                        |
| MS 2022   | Montpellier                            | Kaori Sakamotoová                      | Loena Hendrickxová                     | Alysa Liuová                           |                                        |
| MS 2023   | Saitama                                | Kaori Sakamotoová                      | Lee Hae-in                             | Loena Hendrickxová                     |                                        |
| MS 2024   | Montréal                               | Kaori Sakamotoová                      | Isabeau Levitoová                      | Kim Chae-yeon                          |                                        |
| MS 2025   | Boston                                 | Alysa Liu                              | Kaori Sakamotoová                      | Mone Chiba                             |                                        |